# Arnold Knauer
Arnold Max Knauer (* 25. Mai 1931 in Sonneberg, Thüringen; † 7. Januar 1981 in Berlin-Mitte) war ein deutscher Ökonom und Berufsbildungspädagoge.

## Leben
Knauer wurde als Sohn eines Arbeiters geboren. 1946 gehörte er zu den Mitbegründern der FDJ. 1949 trat er in die SED ein. Ab 1951 studierte er Wirtschaftswissenschaften an der Humboldt-Universität Berlin mit Abschluss als Diplomwirtschaftler. 1959 promovierte er an der Hochschule für Ökonomie Berlin (HfÖ) zum Dr. rer. oec. (Dissertation: Der Reproduktionsprozeß der gesellschaftlichen Arbeitskraft der Deutschen Demokratischen Republik und die Aufgaben der örtlichen Staatsorgane bei der koordinierenden Planung und Lenkung der Arbeitskräfte), 1963 habilitierte er sich dort (Habilitationsschrift: Das neue ökonomische System der Planung und Leitung der Volkswirtschaft und die Tätigkeit der Ämter für Arbeit und Berufsberatung). Anschließend lehrte er an der HfÖ. Von 1965 bis 1979 war er Direktor des Instituts für Berufsbildung, später des Zentralinstituts für Berufsbildung der DDR bei der Staatlichen Plankommission.
Knauer war Professor an der Humboldt-Universität Berlin und ab 1970 korrespondierendes Mitglied der Akademie der Pädagogischen Wissenschaften der DDR.

## Schriften
- Spezialprobleme der Arbeitsökonomik. Verlag Die Wirtschaft, Berlin 1957; 2., überarbeitete Auflage 1958.
- Leitungstätigkeit und Arbeitskräfte. Zur Verbesserung der staatlichen und betrieblichen Leitungstätigkeit auf dem Gebiet der Planung und Lenkung der Arbeitskräfte. Verlag Die Wirtschaft, Berlin 1961.
- (mit Rudolf Schwarze): Geschichte der Berufserziehung. Verlag Technik, Berlin 1962.
- Lehrbogen für die berufliche Qualifizierung der Werktätigen. Verlag Die Wirtschaft, Berlin 1962.
- Technische Revolution und Berufsbildung. Humboldt-Universität, Berlin 1967.
- (Hrsg.): Bildungsökonomie: Aufgaben, Probleme, Lösungen. Verlag Die Wirtschaft, Berlin 1968.
- Ökonomik des sozialistischen Industriebetriebes. HfÖ, Berlin 1963.
- (mit Paul Eberle): Berufsausbildung für das Jahr 2000. Rechte und Möglichkeiten junger Menschen in der DDR. 3., aktualisierte Auflage. Redaktion „Aus erster Hand“, Berlin 1972.
- (Hrsg.): Sozialistische  Bildungsökonomie. Grundfragen. Aufgaben, Probleme, Lösungen. Verlag Die Wirtschaft, Berlin 1972.
- (mit Gottfried Schneider und Volkmar Stanke): Weiterbildung in der DDR. Wege und Möglichkeiten in der sozialistischen Gesellschaft. Redaktion „Aus erster Hand“ Berlin 1973.

Aufsätze (Auswahl)
- Die Arbeitskräftelage und -entwicklung in der DDR. In: Arbeit und Sozialfürsorge, Jg. 14 (1959), Heft 13, S. 394ff., Heft 14, S. 426ff. und Heft 15, S. 459ff.
- Probleme des neuen Charakters der Arbeit im Sozialismus. In: Wissenschaftliche Zeitschrift der HfÖ, Jg. 7. (1962), Heft 2. S. 138–147.
- Die Dynamik des Inhalts der Ausbildungsberufe der sozialistischen Berufsausbildung. In: Berufsbildung, Jg. 23 (1969), Heft 7/8, S. 352 ff.
- Ein Gesetz gegen die Jugend für die Monopole. In: Berufsbildung, Jg. 23 (1969), Heft 9, S. 423–428.
- Zu einigen sozialökonomischen Bedingungsfaktoren der Berufsberatung. In: Jahrbuch der Akademie der Pädagogischen Wissenschaften der DDR (1975), S. 470–484.
- Zur Nutzung der Bildung und Qualifikation der berufstätigen Frauen im gesellschaftlichen Arbeitsprozeß. In: Informationen des wissenschaftlichen Beirats „Die Frau in der sozialistischen Gesellschaft“  (1980), S. 3–13.

## Auszeichnungen
- Verdienter Lehrer des Volkes, 1974
- Verdienstmedaille der DDR